# 선샤인시티

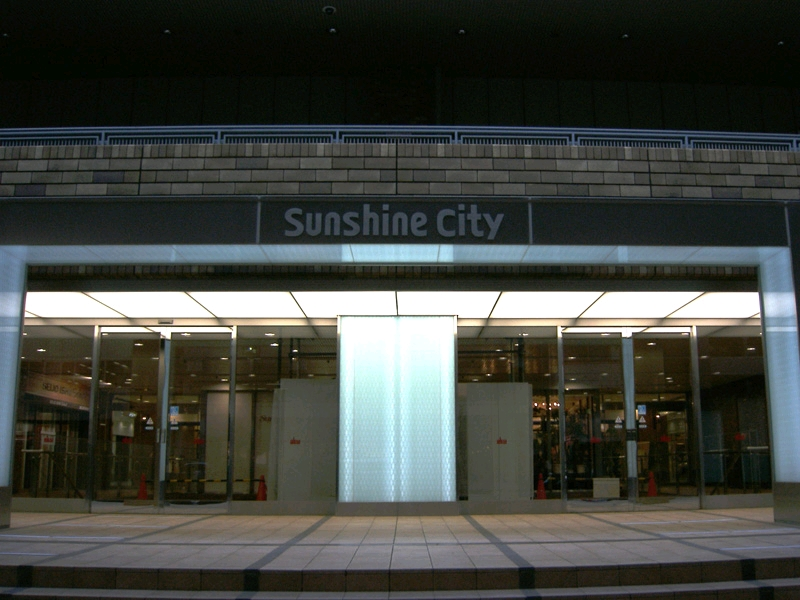
선샤인시티 입구

선샤인시티는 일본 도쿄도 도시마구 이케부쿠로에 있는 초고층 복합 빌딩으로, 1978년 4월 6일 완공했다. 선샤인 60을 중심으로, 월드임포트마트, 프린스 호텔, 문화회관, 전문점 거리 알파 5개의 구역으로 구분되어 있으며 각 구역마다 심벌 컬러가 지정되어 있다.

## 같이 보기
- 선샤인 국제수족관